# Gustave-Louis Jametel
Pour les autres membres de la famille, voir Famille Jametel.
Gustave-Louis Jametel, né le 28 mai 1821 à Paris et mort le 14 mars 1893 à Pau, était un avocat et homme politique français.

## Biographie
Petit-fils d'Antoine Jametel (1741-1794), bourgeois de Paris et membre du conseil général de la commune de Paris, il est le frère du banquier Amédée Jametel, président de la Société industrielle des téléphones, le beau-frère du sénateur François Dufraigne, l'oncle de Georges Jametel, créé comte romain par le pape Léon XIII en 1886 (marié à la duchesse Marie de Mecklembourg-Strelitz et amant de l'infante Eulalie de Bourbon), ainsi que le grand-cousin de Maurice Jametel.
Élève du collège royal Charlemagne, il se fit recevoir avocat en 1845, devint secrétaire de la conférence des avocats du barreau de Paris, fut agréé près le tribunal de commerce de la Seine en 1851 et membre de la chambre des agréés.
Il quitta les affaires en 1861 pour se fixer à Marestmontiers, dont il devint maire, et où il s'occupa d'agriculture. Pendant l'occupation allemande, il fut délégué par les maires du canton de Montdidier pour les représenter vis-à-vis des autorités militaires de l'armée envahissante ; il fut arrêté pour avoir résisté à leurs exigences et sa maison fut mise sous séquestre.
Lors des élections du 8 octobre 1871 pour les conseils généraux, il se présenta, avec succès dans le canton de Montdidier. Le 20 février 1876, il fut candidat aux élections législatives et fut élu député de Montdidier. Il fit partie de la majorité des « 363 », et l'emporta, après la dissolution de la Chambre par le cabinet du 16 mai, au scrutin du 14 octobre 1877.
Réélu, le 21 août 1881, Jametel fut membre de la commission du budget, et l'un des rapporteurs de la commission des tarifs de douane.
Jametel fut, en 1883, l'un des fondateurs du « groupe agricole » qui compta près de 150 membres. Il le présida pendant deux ans, et renonça spontanément à cette présidence pour provoquer son remplacement par Jules Méline, quand ce dernier quitta le ministère de l'Agriculture, à la chute du gouvernement Ferry le 6 avril 1885.
Jametel fut réélu de nouveau, en octobre 1885, et passa au Sénat le 15 juin 1890, où il continua à défendre l'agriculture, et y siégea jusqu'à sa mort.

## Fonctions politiques
- Maire de Marestmontiers (1865 - 1893)
- Conseiller général de la Somme pour le Canton de Montdidier (1871 - 1893)
- Député de la Somme (1876 - 1889)
- Sénateur de la Somme (1890 - 1893)
- Président du Conseil général de la Somme (1890 - 1892)

### Sources
- « Gustave-Louis Jametel », dans Adolphe Robert et Gaston Cougny, Dictionnaire des parlementaires français, Edgar Bourloton, 1889-1891 [détail de l’édition]
- « Gustave-Louis Jametel », dans le Dictionnaire des parlementaires français (1889-1940), sous la direction de Jean Jolly, PUF, 1960 [détail de l’édition]